# 대한민국 형사소송법 제213조의2
대한민국 형사소송법 제213조의2는 준용규정에 대한 형사소송법의 조문이다.

## 조문
제213조의2(준용규정) 제87조, 제89조, 제90조, 제200조의2제5항 및 제200조의5의 규정은 검사 또는 사법경찰관리가 현행범인을 체포하거나 현행범인을 인도받은 경우에 이를 준용한다. <개정 1995.12.29, 2007.6.1>[본조신설 1987.11.28]

## 참고 문헌
- 손동권 신이철, 새로운 형사소송법(초판, 2013), 세창, 2013. ISBN 9788984114081